# دهستان میشو جنوبی

دهستان می‌شو جنوبی یکی از دهستان‌های استان آذربایجان شرقی است که در بخش صوفیان شهرستان شبستر واقع شده‌است. مرکز این دهستان روستای نعمت اله   هست

## ریشه نام
در حدود ۳۰ کیلومتری شهر صوفیان کوهی به ارتفاع ۳۰۰۰ متر با نام میشو قرار دارد.
در نیمه‌های این کوه زیبا و سرسبز، دو سنگ به ارتفاع ۲ متر قرار دارد و از دور با چشم غیر مسلح به صورت دو نفر، در حالت نشسته، دیده می‌شود و به نام جفت خواهران (جود باجیلار) نامیده می‌شود. این سنگ‌ها در سمت چپ کوه و در نیمه‌های آن قرار گرفته‌اند.